# Phyllobates lugubris
Phyllobates lugubris är en groddjursart som först beskrevs av Schmidt 1857.  Phyllobates lugubris ingår i släktet Phyllobates och familjen pilgiftsgrodor. IUCN kategoriserar arten globalt som livskraftig. Inga underarter finns listade i Catalogue of Life.